# Rogneda exilis
Rogneda exilis är en plattmaskart som beskrevs av Brunet 1979. Rogneda exilis ingår i släktet Rogneda och familjen Polycystididae. Inga underarter finns listade i Catalogue of Life.